# Câlcești
Câlcești – wieś w Rumunii, w okręgu Gorj, w gminie Godinești. W 2011 roku liczyła 226 mieszkańców.